# Lichtenhain/Bergbahn
Lichtenhain/Bergbahn ist ein Ortsteil der Landgemeinde Stadt Schwarzatal im Landkreis Saalfeld-Rudolstadt in Thüringen und liegt im Naturpark Thüringer Wald.

## Geschichte
Der Ort wurde erstmals 1455 urkundlich erwähnt und liegt an der alten Handelsstraße von Erfurt nach Nürnberg. Einst gehörte der Ort zur Oberherrschaft der Grafschaft Schwarzburg, später zum Fürstentum Schwarzburg-Rudolstadt. Im Dreißigjährigen Krieg wurde der Ort verwüstet. Der Haupterwerb der Einwohner lag ursprünglich in der Forstwirtschaft, der Köhlerei und Pechsiederei. Später kam auch der Olitätenhandel als wichtiger Wirtschaftszweig hinzu. 1812 wurden 375 Einwohner gezählt, 1902 waren es 524. 1923 wurde der Betrieb auf der Oberweißbacher Bergbahn eröffnet, mit der Lichtenhain an das Eisenbahnnetz angeschlossen wurde. Wichtige Wirtschaftszweige der Neuzeit waren die Glasindustrie und die Thermometerherstellung, nach dem Zweiten Weltkrieg auch zunehmend der Fremdenverkehr.
Die Gemeinde Lichtenhain/Bergbahn wurde zum 1. Dezember 2008 aufgelöst und in die Stadt Oberweißbach eingegliedert. Bis dahin gehörte die Gemeinde der Verwaltungsgemeinschaft Bergbahnregion/Schwarzatal mit Verwaltungssitz in Oberweißbach an.
Am 1. Januar 2019 fusionierte Oberweißbach mit zwei weiteren Gemeinden zur Landgemeinde Stadt Schwarzatal.

## Politik
Der Rat der Gemeinde Lichtenhain/Bergbahn bestand zuletzt (Stand: Kommunalwahl am 27. Juni 2004) aus 6 Ratsfrauen und Ratsherren.
- SPD 3 Sitze
- FW 3 Sitze

Ingo Lödel, der letzte ehrenamtliche Bürgermeister, wurde am 27. Juni 2004 gewählt.

### Wappen
| Wappen von Lichtenhain/Bergbahn | Blasonierung: „Geteilt und halb gespalten; oben in Blau ein aufsteigender goldener Löwe mit roter ausgeschlagener Zung und Bewehrung, unten vorn in Gold ein rotes Herz mit roten Flammen, unten hinten in Rot eine goldene Arnikablüte.“ |
| Wappen von Lichtenhain/Bergbahn | Wappenbegründung: Das Wappen wurde vom Heraldiker Frank Diemar gestaltet und am 30. September 1994 vom Thüringer Landesverwaltungsamt genehmigt.                                                                                          |

## Verkehr
Oberweißbacher Bergbahn: Umsteigepunkt zwischen der rund 1,4 km langen Standseilbahn, welche Obstfelderschmiede an der Schwarzatalbahn Rottenbach-Katzhütte mit Lichtenhain verbindet, und der 2,6 Kilometer langen Adhäsionsstrecke, die Lichtenhain über Oberweißbach mit Cursdorf verbindet.
Die Lichtenhainer Waldeisenbahn ist eine Schmalspurbahn; unmittelbar östlich der Bergstation der Oberweißbacher Bergbahn.

## Persönlichkeiten
- Gerhard Botz (* 1955), Politiker (SPD)[5]
- Daniel Matz, Musiker[6]